# Orectanthe
Orectanthe là một chi thực vật có hoa trong họ Xyridaceae.

## Các loài
- Orectanthe ptaritepuiana (Steyerm.) Maguire - Venezuela, Guyana, northwestern Brazil
- Orectanthe sceptrum (Oliv.) Maguire - Venezuela, Guyana, northwestern Brazil

## Hình ảnh

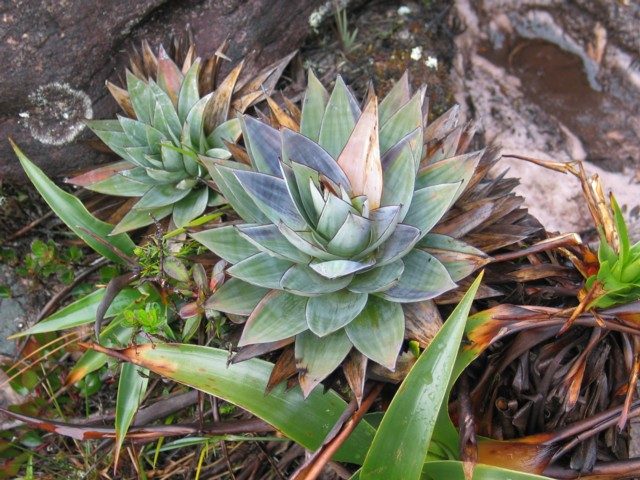